# Ferenc Nógrádi
Ferenc Nógrádi, geboren als Ferenc Neuwirth, (* 15. November 1940 in Kassa; † 19. Mai 2009) war ein ungarischer Fußballspieler.

## Sportlicher Werdegang
Nógrádi wurde im seit 1938 erneut zum Königreich Ungarn gehörenden Kassa geboren. Er spielte zwischen 1959 und 1966 für Honvéd Budapest, größter Erfolg war der Gewinn des ungarischen Pokals durch ein 1:0-Endspielsieg gegen Gyõri Vasas ETO. 1967 wechselte er zum MTK Budapest FC, für den er eine Spielzeit aktiv war.
Im Juni 1963 debütierte Nógrádi für die ungarische Nationalmannschaft. Im Sommer des folgenden Jahres gehörte er zum Aufgebot für die Europameisterschaft 1964, kam jedoch unter Trainer Lajos Baróti weder im Halbfinale bei der 1:2-Niederlage nach Verlängerung gegen Spanien noch im 3:1-Sieg nach Verlängerung im Spiel um den dritten Platz gegen Dänemark zum Einsatz. Im Herbst bestritt er vier von fünf Spielen bei den Olympischen Spielen, darunter auch den 2:1-Erfolg im Finale gegen die Tschechoslowakei. Damit gewann er die Goldmedaille.
Nach den Olympischen Spielen bestritt er 1965 noch ein Länderspiel. Da die Länderspieleinsätze bei den Olympischen Spielen seitens der FIFA nicht gezählt werden, bestritt er offiziell vier Länderspiele.